# Ley de Comercio con el Enemigo de 1917
La Ley de comercio con el enemigo (TWEA) de 1917 (US 40 Stat. 411, promulgada el 6 de octubre de 1917, codificada en 12 U.S.C. §§ 95a–95b y 50 USC App. §§ 1-44) es una Ley federal de los Estados Unidos para restringir el comercio con países hostiles a los Estados Unidos. La ley otorga al Presidente el poder de supervisar o restringir cualquier comercio entre los Estados Unidos y sus enemigos en tiempos de guerra.

## Historia
Durante Primera Guerra Mundial, el presidente Woodrow Wilson usó la Ley de Comercio con el Enemigo para establecer la Oficina del Custodio de Propiedad Extranjera con poder para confiscar propiedades de cualquiera cuyas acciones pudieran considerarse una posible amenaza al esfuerzo de guerra. Debajo de Mitchell Palmer, la oficina confiscó la propiedad de inmigrantes alemanes internados y de empresas como la compañía química Bayer.
En 1933, el Congreso de los Estados Unidos enmendó la Ley al aprobar la Emergency Banking Relief Act que amplió el alcance de la Ley de Comercio con el Enemigo con respecto al acaparamiento de oro para incluir cualquier emergencia nacional declarada y no solo aquellos declarados únicamente durante tiempos de guerra. El presidente Franklin D. Roosevelt usó estas nuevas autoridades para prohibir la posesión de oro mediante la emisión de la Orden ejecutiva 6102. Estas restricciones continuaron hasta el 1 de enero de 1975. La Ley ha sido enmendada muchas otras veces.
La Ley de Comercio con el Enemigo a veces se confunde con la Ley de Poderes Económicos de Emergencia (IEEPA), que otorga poderes algo más amplios al Presidente, y que se invoca durante los estados de emergencia cuando los Estados Unidos no están en guerra.
A partir de 2017, Cuba es el único país restringido por la Ley. Corea del Norte es el país más reciente en ser eliminado de las disposiciones de la Ley, aunque las restricciones siguen vigentes bajo la autoridad IEEPA.